# 克里斯·特普爾頓
克里斯多福·阿爾文·特普爾頓（英語：Christopher Alvin Stapleton，1978年4月15日—），是美国歌手、词曲作家、吉他手及音樂製作人，来自肯塔基。特普爾頓自2001出道，他曾是鋼鐵駕駛樂團和The Jompson Brothers的主唱，也為愛黛兒、盧克·布萊恩、提姆·麥克羅等人譜曲。2015年，他推出首張個人專輯《鄉愁旅人》，專輯被提名葛萊美獎「年度最佳專輯」、「最佳鄉村專輯」等四項大獎，並抱回其中的兩座。
特普爾頓獲得多項大，包括8個葛萊美獎，10個鄉村音樂學院獎（ACM），以及14個鄉村音樂協會獎（CMA）。他被评为ACM的十年最佳艺术家-作曲家 。

## 音乐作品
- 《鄉愁旅人（英语：Traveller (Chris Stapleton album)）》（2015年）
- 《RCA錄音室A 第一篇（英语：From A Room: Volume 1）》（2017年）
- 《RCA錄音室A 第二篇（英语：From A Room: Volume 2）》（2017年）
- 《Starting Over（英语：Starting Over (Chris Stapleton album)）》（2020年）